# Groovebox
Un groovebox es un instrumento musical electrónico o digital autónomo para la producción de música electrónica en vivo basada en bucles con un alto grado de control del usuario que facilita la improvisación. El término "Groovebox" fue utilizado originalmente por Roland Corporation para referirse a su MC-303, lanzado en 1996. Desde entonces, el término ha entrado en uso general, y el concepto se remonta a la computadora de ritmo de Movement Computer Systems en 1981 y Fairlight CMI Page R en 1982.

## Diseño
Una groovebox consta de tres elementos integrados.
- Una o más fuentes de sonido, como una caja de ritmos, un sintetizador o un secuenciador.
- Un secuenciador de música.
- Una superficie de control, que es una combinación de perillas (potenciómetros o codificadores giratorios), controles deslizantes y/o botones, y elementos de visualización (LED y/o una pantalla LCD).

La integración de estos elementos en un solo sistema permite al músico construir y controlar rápidamente una secuencia basada en patrones, a menudo con múltiples voces instrumentales o de percusión tocando simultáneamente.
Estas secuencias también se pueden encadenar rápidamente en una canción en actuaciones  en vivo. Los Grooveboxes permiten guardar secuencias y canciones, recuperarlas de la memoria e insertarlas en la interpretación actual mientras se reproduce. En algunos casos, un ejecutante en solitario puede crear una interpretación musical completa con una sola caja de ritmos. En otros casos, el groovebox es simplemente un instrumento entre muchos. Esto se refleja en la gran variedad de grooveboxes disponibles, que van desde los productos MC y SP de gama baja de Roland que incluyen capacidades básicas de secuenciación y muestreo, hasta los emblemáticos MPC 4000 y 5000 de Akai, el RS7000 de Yamaha o el MV-8800 de Roland, que incluyen características como muestreo de alta gama, sintetizadores de alta polifonía y amplias posibilidades de secuenciación, conexión y almacenamiento.

## Usos
Los instrumentos de estilo Groovebox han facilitado que muchos intérpretes, tanto aficionados como profesionales, que antes no estaban familiarizados con la música electrónica, exploren el género. Si bien algunos en el género inicialmente se burlaron de estos instrumentos (en particular el MC-303) y la apertura del campo por considerar que conducía a una caída en los estándares, ahora se acepta generalmente que tienen un lugar legítimo en la forma. Además, muchos intérpretes y bandas ajenas a la comunidad electrónica han integrado instrumentos groovebox en sus espectáculos, como una forma conveniente de incorporar el sonido electrónico a un formato más tradicional. Los aspectos de secuenciador y control de una groovebox pueden usarse para controlar un instrumento externo a través de MIDI, y las voces internas pueden controlarse de manera similar mediante un equipo externo.
Una groovebox es similar a una estación de trabajo musical. Las diferencias generales son que a menudo omitirá o incluirá sólo un teclado simplificado, está diseñado para ser portátil y, por lo general, incluirá más controles de usuario. Mientras que una estación de trabajo suele estar dirigida a músicos y compositores de estudio, las grooveboxes están diseñadas más para satisfacer las necesidades de los intérpretes en vivo. Sin embargo, las unidades que coinciden con cualquiera de las descripciones se utilizan tanto en el escenario como en el estudio. Una característica definitoria de un groovebox es la capacidad del intérprete de alterar tanto la secuencia como los parámetros de sonido en tiempo real, sin interrupción de la interpretación. Las unidades comercializadas como tales, que no implementaron esta característica correctamente, o no implementaron ninguna, no han sido bien recibidas. Las Grooveboxes también se pueden comparar con cajas de ritmos como la serie anterior Roland TR (606, 808, 909, etc.), o con su TB-303, y el término se ha aplicado retroactivamente a dichas unidades.

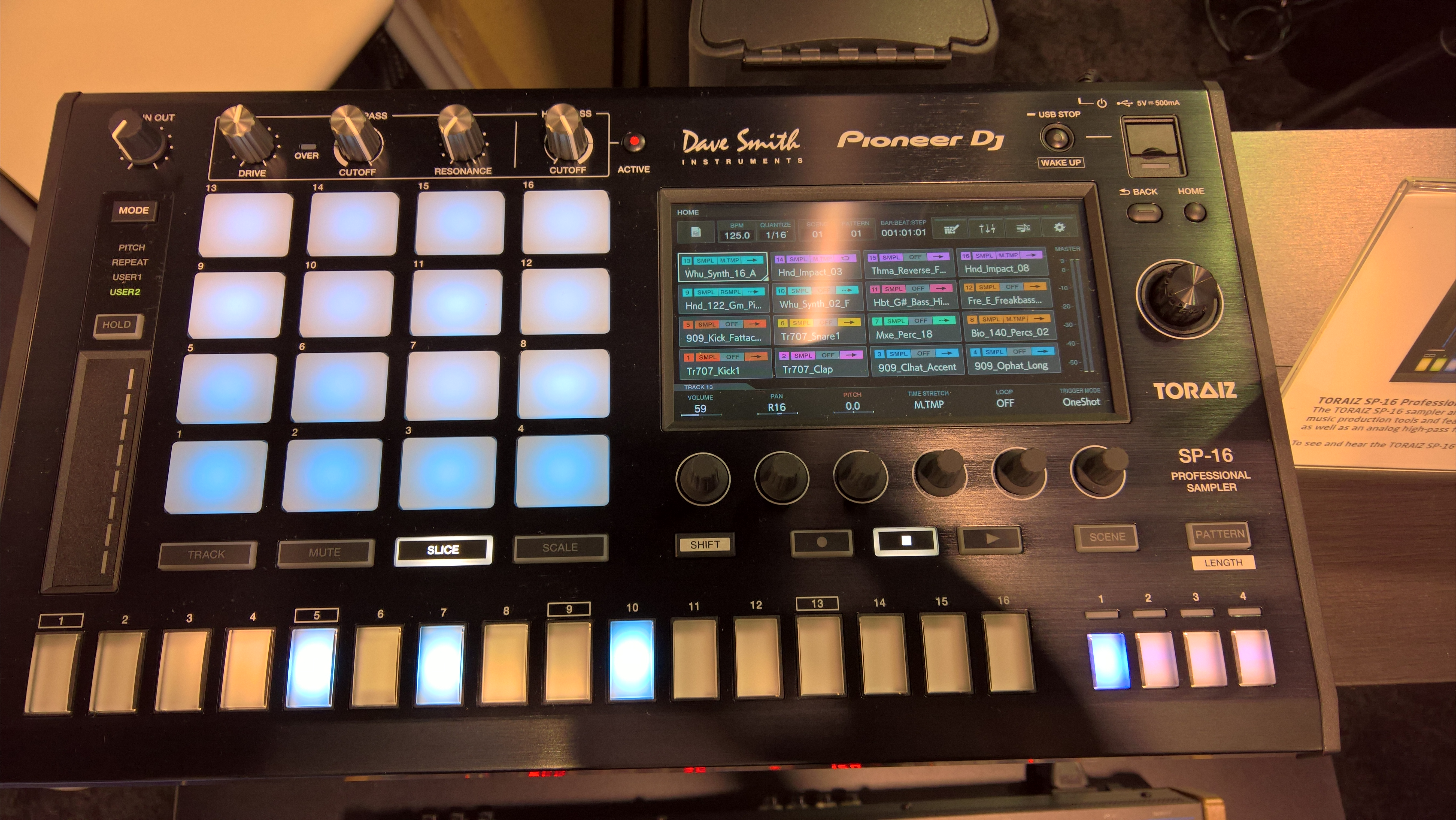
Pioneer DJ & DSI TORAIZ SP-16 Professional Sampler - presentando instrumentos Dave Smith de filtro análogo - 2017

## Modelos
En el orden de lanzamiento de cada fabricante:
| Año  | Fabricante                     | Modelo                                  | Detalles adicionales                                                                                              |
| ---- | ------------------------------ | --------------------------------------- | --- |
| 1972 | Electronic Music Studios (EMS) | Synthi AKS                              | Sintetizador analógico con un secuenciador de música digital integrado y un teclado táctil para entrada           |
| 1980 | Multivox                       | Firstman SQ-01                          | secuenciador por pasos con sintetizador analógico integrado y controladores de perilla                            |
| 1981 | Movement Computer Systems      | Movement Drum System I                  | |
| 1983 | Movement Computer Systems      | Movement Drum System II                 | |
| 1983 | Roland Corporation             | MC-202                                  | Sintetizador analógico basado en el SH-101 con un secuenciador por pasos y un teclado con pulsadores para entrada |
| 1984 | Linn Electronics               | Linn 9000                               | (1984-1986) |
| 1986 | Sequential Circuits Studio 440 | Sequential Circuits Studio 440          | (1986-1987) |
| 1986 | E-mu Systems                   | SP-12                                   | |
| 1986 | Korg                           | DDD-1                                   | |
| 1986 | Yamaha                         | RX5                                     | |
| 1987 | E-mu Systems                   | SP-1200                                 | |
| 1987 | Yamaha                         | RX7                                     | |
| 1988 | Akai                           | MPC60                                   | Serie MPC |
| 1991 | Akai                           | MPC60 II                                | Serie MPC |
| 1993 | Akai                           | MPC30 . 00                              | Serie MPC |
| 1996 | Launch-Pad                     |                                         | |
| 1996 | Quasimidi                      | QM-309 Rave-o-lution                    | |
|      | Roland                         | MC-303                                  | (1996–1997) |
| 1997 | Akai                           | MPC2000                                 | (1997-2000) |
| 1997 | Ensoniq                        | ASR-X                                   | |
| 1998 | Yamaha                         | SU700                                   | |
| 1998 | Boss Corporation               | SP-202                                  | |
| 1999 | Korg                           | serie Electribe                         | |
| 1999 | Yamaha                         | RM1x                                    | (1999-2002) |
| 1999 | Akai                           | MPC2000XL                               | (1999-2004) |
| 1999 | Zoom Corporation               | Sampletrak ST-224                       | |
| 2001 | Command Stations               | XL-7, MP-7, PX-7                        | |
| 2001 | Yamaha                         | RS7000, DX200, AN200                    | |
| 2001 | Boss Corporation               | SP-303                                  | |
| 2002 | Akai                           | MPC4000                                 | (2002-2008) |
| 2002 | Boss Corporation               | SP-505                                  | |
| 2003 | Akai                           | MPC1000                                 | Serie MPC |
| 2003 | Roland                         | MC-505, MC-307, MC-09, ,                | |
| 2004 | Elektron Monomachine           |                                         | |
| 2004 | Radikal Technologies           | Spectralis 1                            | |
| 2005 | Akai                           | MPC2500                                 | Serie MPC |
| 2005 | Roland                         | D2, MC-909, MC-808                      | |
| 2006 | Akai                           | MPC500                                  | Serie MPC |
| 2006 | Roland                         | SP-404, SP-606, SP-808, SP-555, MV-8000 | (2003-2006) |
| 2007 | Roland                         | MV-8800                                 | (2007-2010) |
| 2008 | Akai                           | MPC5000                                 | (2008-2012) |
| 2009 | Native Instruments             | Maschine                                | |
| 2009 | Radikal Technologies           | Spectralis 2                            | |
| 2010 | Beat Kangz Electronics         | Beat Thang                              | |
| 2011 | Korg                           | Monotribe                               | |
| 2013 | Korg                           | serie Volca                             | |
| 2015 | Novation Circuit               |                                         | |
| 2016 | Pioneer DJ (with Dave Smith)   | TORAIZ SP-16                            | |
| 2017 | Akai                           | MPC Live                                | (2017-2020) |
| 2017 | Akai                           | MPC Live II                             | |
| 2017 | Akai                           | MPC X                                   | Serie MPC |
| 2017 | Pioneer                        | TORAIZ AS-1                             | |
| 2019 | Roland                         | EF-303, SH-32, MC-101, MC-707           | Series MC Roland                                                                                                  |
| 2020 | Akai                           | MPC One                                 | Serie MPC |
| 2024 | Korg                           | NTS-3 KAOSS Pad                         | La interfaz incluye panel táctil X-Y y la capacidad de mezclar y combinar cuatro efectos.                         |